# Maserati Khamsin
La Maserati Khamsin è un'autovettura prodotta dalla casa automobilistica italiana Maserati dal 1973 al 1982.

## Storia del modello

### La nascita
Dopo che Citroën aveva assunto il controllo della Maserati nel 1968, l'influenza della nuova proprietà si era concretizzata in due sportive a motore centrale, la Bora e la Merak, tecnicamente tanto innovative quanto distanti dalle lussuose granturismo a motore anteriore che avevano resa famosa la Casa del tridente; ciò lasciò scontenta una fetta della clientela più tradizionalista. Con la Khamsin la Maserati era intenzionata a coprire questo vuoto nella sua gamma.
Ultima Maserati progettata sotto la supervisione dell'ingegner Giulio Alfieri la Khamsin, designata internamente come Tipo AM120, è una coupé 2+2 lussuosamente rifinita. Disegnata da Marcello Gandini per Bertone, debuttò come prototipo (col marchio Bertone) nell'autunno del 1972 al Salone dell'Automobile di Torino. Nel marzo dell'anno successivo, al Salone dell'Automobile di Ginevra, furono tolti i veli al modello di serie. Il nome deriva da quello dell'omonimo vento caldo del deserto egiziano.
La carrozzeria era quella di una classica granturismo 2 più 2 con linee molto affilate, caratterizzata da due elementi stilistici particolarmente originaliː la griglia sul cofano per lo sfogo dell'aria calda asimmetrica ed il pannello posteriore trasparente su cui vennero montati i fanali e il logo del Tridente.

### La produzione
Nonostante le sue buone qualità stradali, le ottime prestazioni (275 km/h, 0-100 in 7,3 secondi) e gli evidenti miglioramenti rispetto all'apprezzata Ghibli, la Khamsin fu seriamente penalizzata sia dalla crisi petrolifera degli anni '70 (per fare 100 km servivano 17,5 litri di benzina) sia dalle difficoltà finanziarie della Citroën, che portarono i francesi a chiedere la liquidazione della Maserati (1975): gli appena 435 esemplari prodotti ne sono la conseguenza.

### L'evoluzione
La Khamsin rimase sostanzialmente inalterata per tutti i dieci anni in cui fu prodotta anche se nel 1977 la carrozzeria fu leggermente modificata inserendo tre fessure sopra la calandra per migliorare il raffreddamento.
Inoltre la vettura venne modificata pesantemente all'esterno e all'interno per soddisfare le rigide normative USA in materia di sicurezza e inquinamento. Al motore vennero date tarature specifiche per rientrare nei parametri ecologici necessari, la carrozzeria venne dotata di paraurti ad assorbimento d'urto e su quello posteriore vennero spostati addirittura i fanali dal pannello di vetro trasparente.
L'ultima modifica arrivò nel 1979 quando il motore fu depotenziato da 320 CV a 280 CV riducendo così la velocità di punta a 250 km/h.

## La vettura

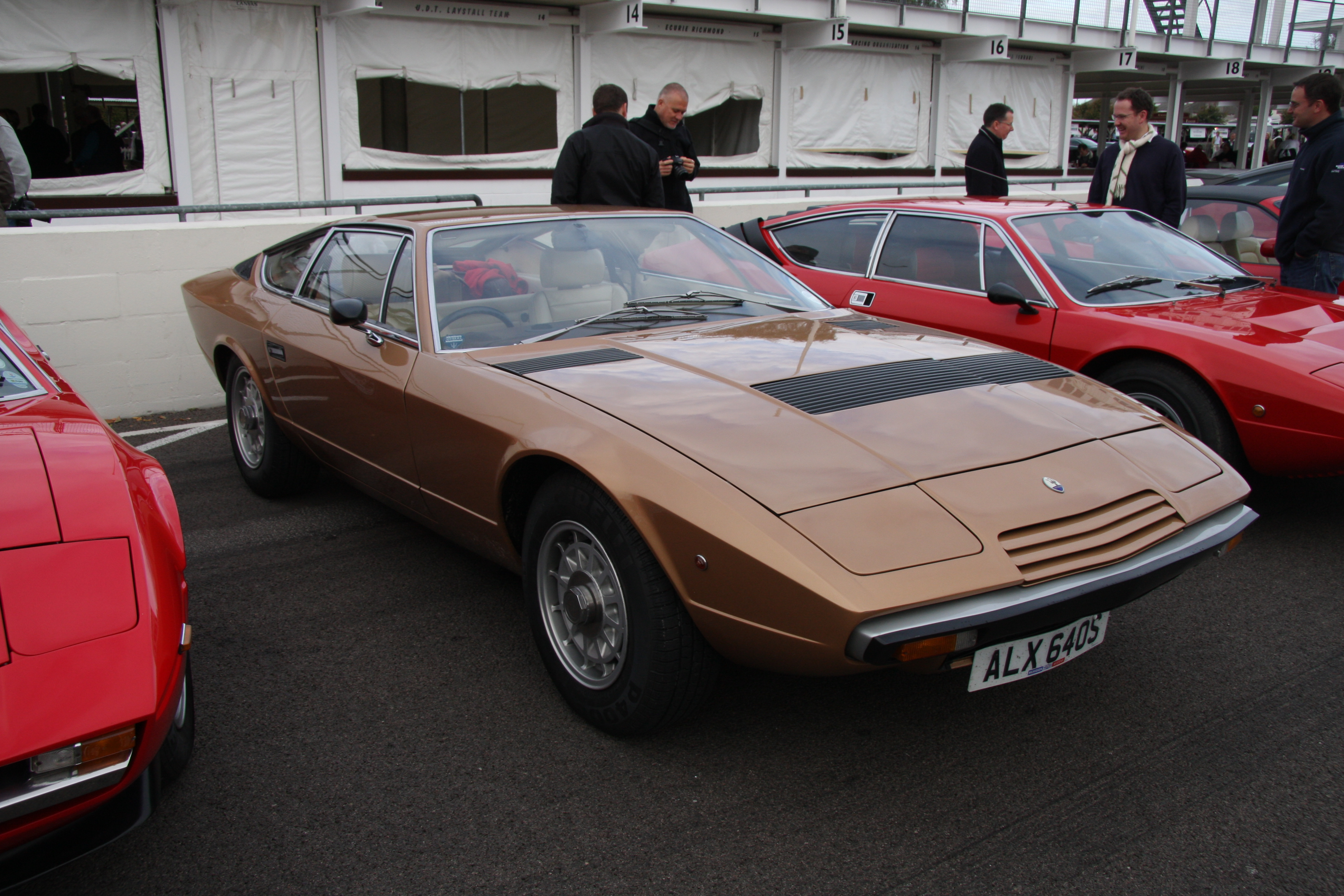
La Maserati Khamsin; si notino le tre fessure al di sopra del paraurti anteriore, introdotte nel 1977.

Nonostante l'interasse di dimensioni simili all'antenata Ghibli, la Khamsin fu progettata attorno a un telaio completamente rinnovato: la scocca portante d'acciaio sostituiva il telaio tubolare, mentre al posteriore il ponte rigido con balestre della Ghibli lasciava posto a raffinate sospensioni indipendenti (a quadrilateri deformabili con barra antirollio, come all'anteriore), con la particolarità dei doppi gruppi molle-ammortizzatori.
La Khamsin era spinta dal V8 bialbero di 4,9 litri a carter secco da 320 CV che aveva debuttato sulla Ghibli SS anche se era stato arretrato dietro l'assale anteriore per garantire un'ottimale distribuzione dei pesi.
Come nella migliore tradizione delle granturismo modenesi la Khamsin aveva di serie un cambio manuale ZF a 5 marce. Stavolta però venne adottato lo schema transaxle con il gruppo cambio-differenziale montato su un telaio ausiliario dotato di supporti elastici; in tal modo si isolava l'abitacolo dalle vibrazioni. A richiesta si potevano avere il differenziale autobloccante e anche un cambio automatico Borg-Warner a 3 rapporti.
Tra le caratteristiche più innovative di questa coupé c'è da annoverare il sistema idraulico, progettato da Paul Magès. Il servosterzo DIRAVI ad assistenza variabile, la frizione servocomandata, il sistema di frenata, i fari a scomparsa e la regolazione del sedile lato guida erano tutti azionati attraverso lo stesso circuito idraulico ad alta pressione derivato da quello della Citroën SM, dato che allora la casa francese era proprietaria della Maserati.

## Esemplari prodotti
| Maserati Khamsin: produzione anno per anno | Maserati Khamsin: produzione anno per anno | Maserati Khamsin: produzione anno per anno | Maserati Khamsin: produzione anno per anno | Maserati Khamsin: produzione anno per anno | Maserati Khamsin: produzione anno per anno | Maserati Khamsin: produzione anno per anno | Maserati Khamsin: produzione anno per anno | Maserati Khamsin: produzione anno per anno | Maserati Khamsin: produzione anno per anno | Maserati Khamsin: produzione anno per anno |
| ------------------------------------------ | ------------------------------------------ | ------------------------------------------ | ------------------------------------------ | ------------------------------------------ | ------------------------------------------ | ------------------------------------------ | ------------------------------------------ | ------------------------------------------ | ------------------------------------------ | ------------------------------------------ |
| Anno                                       | 1973                                       | 1974                                       | 1975                                       | 1976                                       | 1977                                       | 1978                                       | 1979                                       | 1980                                       | 1981                                       | 1982                                       |
| Esemplari prodotti                         | 5                                          | 97                                         | 69                                         | 37                                         | 69                                         | 72                                         | 42                                         | 12                                         | 11                                         | 3                                          |

| Maserati Khamsin: allestimenti e produzione | Cambio manuale a 5 marce | Cambio automatico a tre rapporti |
| Esemplari commercializzati in Europa        | 335                      | 95                               |
| Esemplari importati negli USA               | 100                      | 55                               |